# Jason Orange
Jason Thomas Orange (Manchester, 10 luglio 1970) è un cantante e ballerino britannico, ex componente del gruppo musicale pop Take That. Ha un fratello gemello di nome Justin.
Il cantante e ballerino ha annunciato nel mese di settembre 2014 il suo addio ai Take That. 
Dopo la scuola Jason si specializza nella break dance, diventando un abile ballerino e coreografo. Durante la partecipazione al programma "The Hit Man and Her" conosce Howard Donald. In seguito i due incontreranno il manager Nigel Martin Smith che proporrà loro di entrare nel gruppo dei Take That.
Negli anni della band Jason rafforza le sue doti di ballerino e dà vita a spettacolari coreografie per il gruppo.
Dopo lo scioglimento del gruppo, Jason parte per New York per seguire dei corsi di recitazione e nel 1998 debutta nello spettacolo "Let's all go to the fair" al London's Royal Court Theatre. Nel 1999 partecipa anche a dei programmi TV, come "Killer Net".
Jason si prende quindi una pausa dal mondo dello spettacolo e si iscrive al college per studiare psicologia.
Nel 2006 partecipa a un documentario sui Take That e decide di partecipare insieme agli altri membri Gary Barlow, Mark Owen e Howard Donald alla reunion della band, che avviene prima per una serie di concerti durante l'estate dello stesso anno, e successivamente porta all'uscita dell'album Beautiful World del 2007, dove per la prima volta canta anche il brano Wooden Boat. 
Anche nel successivo album The circus del 2009 Jason canta nel brano How Did It Come To This.
Nel 2011 è nuovamente coinvolto nella reunion della band che coinvolge anche Robbie Williams, riportando la formazione dei Take That a quella originaria con tutti e cinque i membri del gruppo, consacrata dall'album Progress.
Nel settembre 2014, annuncia che non farà più parte del gruppo, e che si dedicherà a interessi estranei al mondo della musica e dello spettacolo, mentre Gary Barlow, Mark Owen ed Howard Donald proseguono nella loro carriera con i Take That e pubblicano il 1º dicembre 2014 il nuovo album III.